# Patrick Chan
Patrick Chan, född 31 december 1990, är en kanadensisk idrottare som tävlar i konståkning. Han ingick i det kanadensiska lag som blev olympiska mästare i lagtävlingen vid olympiska vinterspelen 2018 i Pyeongchang i Sydkorea.
Chan deltog även vid olympiska vinterspelen 2014 där han vann två silver. Kanadensiska vann tre världsmästartitlar (2011–2013).